# ハナジロメジロザメ
ハナジロメジロザメ (学名：Nasolamia velox) は、メジロザメ科に分類されるサメの一種。ハナジロメジロザメ属 (学名：Nasolamia) は単型。カリフォルニア州からペルーまで、アメリカ大陸の西海岸に沿った東太平洋の熱帯海域に分布する。大陸棚の浅瀬に生息する。頭部は幅広で吻は尖り、口はV字型である。体は細く、体高はやや高い。ハナザメやヒラガシラ属と似ている。背面の体色は灰色から茶色。成魚の全長は通常1.3 - 1.4 m。
胎生であり、8 - 9ヶ月の妊娠期間を経て、全長50 cm程度の仔を5尾ほど産む。小魚、甲殻類、頭足類を捕食し、小型の群れで生活する。分布域のほとんどで漁獲されており、肉だけでなくふかひれや魚粉に利用され、肝油の利用は少ない。乱獲と生息地の劣化により、国際自然保護連合のレッドリストでは絶滅危惧種に指定されている。

## 分類と系統
1898年にアメリカの魚類学者であるチャールズ・ヘンリー・ギルバートによって、国立自然史博物館の紀要に Carcharhinus velox として初めて記載された。ホロタイプは、1896年1月にパナマ沖で捕獲された全長120 cmの雌で、スタンフォード大学に属しており、カタログ番号SU 11893が付けられている。幅が広く横に並んだ鼻孔、頭蓋骨の構造の違いを考慮して、レナード・コンパーノとジャック・ギャリックは1983年に新しい単型属である Nasolamia を提唱した。 1988年、コンパーノは、表形分類学的研究に基づいて、ハナジロメジロザメはハナグロザメ、クロヘリメジロザメ、クロトガリザメ、ツマグロ、ナガハナメジロザメ、Carcharhinus cautus によって形成される分岐群の姉妹分類群であると結論付けた。2012年にGavin Naylorらが行ったミトコンドリアDNAの系統解析では、本種がハナグロザメの姉妹分類群であり、Carcharhinus isodon と分岐群を形成していることが示された。

## 分布と生息地
東太平洋の熱帯海域に分布する。アメリカ合衆国西海岸（サクラメント以南）、メキシコ、グアテマラ、エルサルバドル、ホンジュラス、ニカラグア、コスタリカ、パナマ、コロンビア、エクアドル、ペルー、カリフォルニア湾とパナマ湾で見られる。 レビジャヒヘド諸島、マルペロ島、ガラパゴス諸島、ココス諸島周辺の海域にも生息する。大陸棚に沿った浅い沿岸水域を好む。海岸から32 - 98 km（グアテマラ）、80 - 120 km（コスタリカ）の外海で捕獲されることもある。通常は深さ15 - 24 mで見つかり、深い場合には190 mを超えることもある。河口やその付近でも時々観察される。

## 形態
体は細長く、体高はやや高い。吻は鋭く、頭は幅広で口は比較的小さなV字型である。顎には数列の歯が並び、最前列の歯は垂直で、後続の歯ほど後方に傾いている。歯が失われると、次の列の歯が代わりに移動する。上顎の歯は大きな三角形で、両側の縁は鋸歯状で、基部は幅広で横方向に扁平である。下顎の歯は小さく、先端は鋭く、歯全体はわずかに滑らかで、上顎の歯に比べて基部が幅広い。上顎には27 - 30本の歯が、下顎には24 - 28本の歯がある。鼻孔は細長い形で、小さな三角形の皮褶がある。両鼻孔は近接している。眼は小さく、比較的丸く、半月状の瞬膜がある。眼の後ろには小さな楕円形の噴水孔がある。鰓裂は小さく、5対ある。吻部腹側にはロレンチーニ器官という電気受容器がある。
第一背鰭は鈍く、低い三角形で、後縁の基部付近は遊離する。第一背鰭の形状は緩やかに湾曲した鎌に似ている。その端は、胸鰭基部後端のちょうど上にある。第二背鰭は小さな菱形で、基部は狭く、臀鰭の上にある。背鰭の間の輪郭は盛り上がる。胸鰭は長く幅広で尖っており、端は強く湾曲し、最後の鰓裂のすぐ後方に位置している。腹鰭は小さく、第一背鰭と同様に、三角形で基部は広い。雄のクラスパーは腹鰭の内側後部にある。臀鰭は第二背鰭よりも大きく、上部は遊離し、下部は丸い。尾鰭は上下が非対称の異尾で、上葉は下葉の数倍の長さで、明確な切れ込みは無い。
皮膚は菱形で光沢のある鱗で覆われる。背側の体色は灰褐色から淡褐色である。側面と腹側はわずかに明るい、白または銀色である。腹鰭、尾鰭、尾鰭の端は体よりも暗色。成魚の全長は通常1.3 - 1.4 m、最大1.6 mに達する。雌の方がわずかに大きい。
ハナザメの若い個体と形態的に似ているが、ハナジロメジロザメは体色が明るく、特に成魚では吻端背面に白く縁取られた黒点がある。カマストガリザメと同様に、背鰭、胸鰭、臀鰭、尾鰭の端には黒い模様がある。ヒラガシラ属の Rhizoprionodon longurio と混同されることもあり、臀鰭に対する第二背鰭の位置、鼻孔の大きさと形状、および R.longurio の尾鰭にある切れ込みの存在によって区別される。

## 生態
生態については不明な点が多い。若い個体は大きな群れで生活し、成魚は小さな群れを好み、単独で見られることは稀である。カタクチイワシやニシンなどの小魚、カニやエビなどの甲殻類、頭足類を捕食する。通常は底付近で採餌し、水面付近では少ない。ハナジロメジロザメの歯は大きな肉片を切ったり引き裂いたりするのには適応しておらず、捕らえた獲物を丸呑みするため、小さな獲物を捕食することが示唆される。他のサメと同様に胎生である。雌雄ともに全長1 - 1.1 mで性成熟する。交尾は地域によって異なるが、5月から7月、または秋に行われる。この期間中、興奮した雄は執拗に交尾しようとし、雌の背鰭や胸鰭を噛むことがある。このため、雌の背中には傷跡が見られることが多い。受精中のしばらくの間、明らかな抱擁を交わす。母親の体内の胚は、卵黄嚢からの卵黄供給を使い果たすと、胎盤を通じて母親の体から栄養が供給される。8 - 9ヶ月の妊娠の後、雌は平均5尾の仔を産む。産仔数は母親の大きさによって異なり、大型個体ほど産仔数は多い。地域によっては3月頃に出産する場合もある。出生時の全長は約53 - 55 cm。最初の数年間、稚魚は安全な浅い沿岸水域に留まる。若い個体は大きな群れを作ることで天敵から身を守る。仔ザメは成魚よりも細長く、鰭が体に比べて小さい。寿命に関する情報は無い。

## 人との関わり
刺し網、底引網、延縄などにより、分布域のほとんどの地域で漁獲される。 20世紀末まで、非常に珍しい種と考えられていた。1996年から2001年にかけてメキシコ沖での漁業に関するデータが発表されるとその認識は変化し、この期間に雌529尾、雄620尾、合計で1,149尾もの個体が捕獲されていた。 2004年のデータによると、ハナジロメジロザメはメキシコとコスタリカ沖の漁業の重要種であり、小型板鰓類の漁獲量の13 - 21%を占めている。エクアドル、コロンビア、ニカラグアの海岸沖では、主に散発的に混獲されている。本種はエルサルバドルやパナマ周辺では捕獲されていない。その肉は珍味と考えられており、地元で使用されている。ヒレはフカヒレスープの製造などのために香港に輸出される。肝臓、皮は中南米ではあまり需要が無い。未使用の破片は骨粉に加工される。

### 保護と脅威
どの国でも保護種ではない。エクアドルとニカラグアの法律は、漁師が生きたサメのヒレを切り落とし、鰭を切られたサメを海に捨てることを禁じている。メキシコでは、サメ漁は番号付き捕獲許可システムによって厳しく規制されている。しかし、十分な取り締まりが不足しているため、大規模な密猟が依然として多くの場所で発生している。ホンジュラス沖では小型のサメ類の漁は禁止されており、混獲された場合はすべて記録する必要がある。
国際自然保護連合によると、一部の地域での乱獲、稚魚の過剰な捕獲、環境悪化と汚染、生息地の段階的な消失により、絶滅の危機に瀕している可能性がある。

## ギャラリー

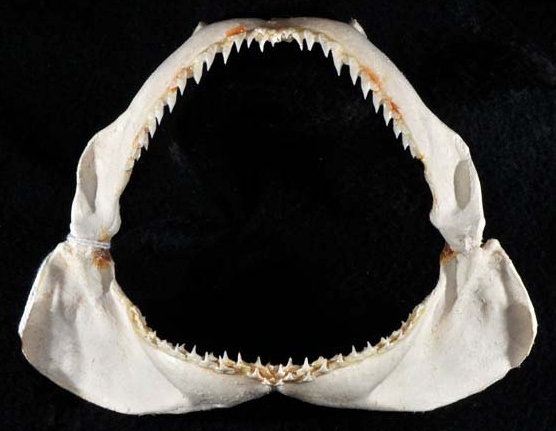
顎標本
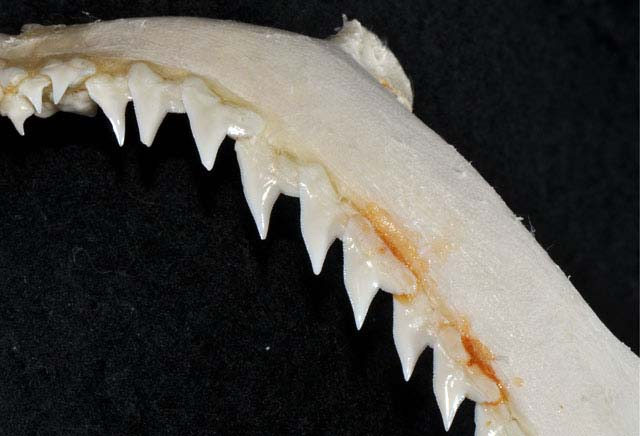
上顎歯
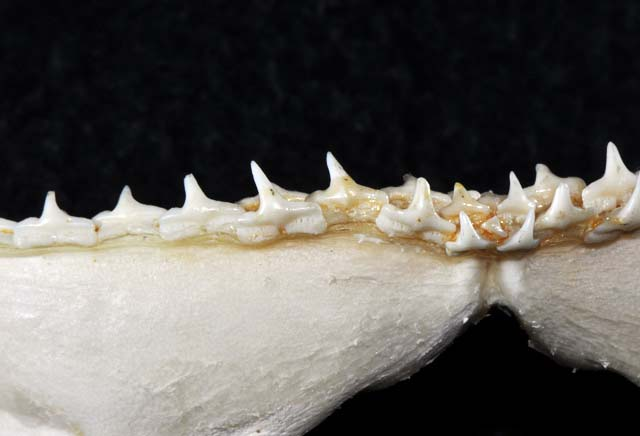
下顎歯